# Cherry Creek, Colorado
Cherry Creek är en ort (CDP) i Arapahoe County, i delstaten Colorado, USA. Enligt United States Census Bureau har orten en folkmängd på 11 120 invånare (2010) och en landarea på 4,3 km².